# Norge i olympiska vinterspelen för ungdomar 2016
Norge deltog i de olympiska vinterspelen för ungdomar 2016 i Lillehammer i Norge som avgjordes 12–21 februari 2016. Truppen bestod av 73 aktiva. Norge tog fyra guld, nio silver och sex brons. Ytterligare tre medaljer togs i grenar med mixade länder.

## Medaljörer[2]
| Medalj | Namn                                                                                   | Sport                         | Gren                     | Datum       |
| ------ | -------------------------------------------------------------------------------------- | ----------------------------- | ------------------------ | ----------- |
| Guld   | Sivert Bakken                                                                          | Skidskytte                    | Pojkarnas jaktstart      | 15 februari |
| Guld   | Thomas Helland Larsen                                                                  | Längdskidåkning               | Pojkarnas sprint         | 16 februari |
| Guld   | Birk Ruud                                                                              | Freestyle                     | Pojkarnas slopestyle     | 19 februari |
| Guld   | Marthe Kråkstad Johansen Marit Øygard Sivert Bakken Fredrik Bucher-Johannessen         | Skidskytte                    | Mixad stafett            | 21 februari |
| Silver | Thomas Helland Larsen                                                                  | Längdskidåkning               | Pojkarnas längdskidcross | 13 februari |
| Silver | Sivert Bakken                                                                          | Skidskytte                    | Pojkarnas sprint         | 14 februari |
| Silver | Marthe Kråkstad Johansen                                                               | Skidskytte                    | Flickornas sprint        | 14 februari |
| Silver | Marthe Kråkstad Johansen                                                               | Skidskytte                    | Flickornas jaktstart     | 15 februari |
| Silver | Marius Lindvik                                                                         | Backhoppning                  | Pojkarnas normalbacke    | 16 februari |
| Silver | Marthe Kråkstad Johansen Fredrik Bucher-Johannessen                                    | Skidskytte                    | Mixad singelstafett      | 17 februari |
| Silver | Vebjørn Hegdal                                                                         | Längdskidåkning               | Pojkarnas 10 km          | 18 februari |
| Silver | Alexander Hestengen                                                                    | Skeleton                      | Pojkarnas tävling        | 19 februari |
| Silver | Anna Odine Strøm Einar Lurås Oftebro Marius Lindvik Martine Engebretsen Vebjørn Hegdal | Nordisk kombination           | Mixad lagtävling         | 19 februari |
| Brons  | Trym Sunde Andreassen                                                                  | Freestyle                     | Pojkarnas halfpipe       | 14 februari |
| Brons  | Martine Engebretsen                                                                    | Längdskidåkning               | Flickornas sprint        | 16 februari |
| Brons  | Vebjørn Hegdal                                                                         | Längdskidåkning               | Pojkarnas sprint         | 16 februari |
| Brons  | Allan Dahl Johansson                                                                   | Hastighetsåkning på skridskor | Pojkarnas masstart       | 19 februari |
| Brons  | Odin Breivik                                                                           | Alpin skidåkning              | Pojkarnas slalom         | 19 februari |
| Brons  | Kristian Olsen                                                                         | Bob                           | Pojkarnas monobob        | 20 februari |

### Medaljörer i mixade länder
Följande tog medaljer i lagtävlingar med mixade länder (NOK).
| Medalj | Namn                 | Sport                         | Gren             | Datum       |
| ------ | -------------------- | ----------------------------- | ---------------- | ----------- |
| Guld   | Ane Farstad          | Short track                   | Mixad lagtävling | 20 februari |
| Brons  | Allan Dahl Johansson | Hastighetsåkning på skridskor | Mixad lagsprint  | 17 februari |
| Brons  | Andreas Hårstad      | Curling                       | Mixad dubbel     | 21 februari |